# Miguel Ángel Reyes Varela
Miguel Ángel Reyes Varela (Guadalajara, 21 giugno 1987) è un tennista messicano.
Specialista nel doppio, ha vinto due tornei e ha disputato altre tre finali nel circuito maggiore, vanta inoltre diversi altri titoli nei circuiti minori e ha raggiunto 1l 49º posto del ranking ATP nell'agosto 2018. In singolare ha vinto solo alcuni tornei del circuito ITF e dal 2018 ha giocato quasi esclusivamente in doppio. Ha fatto il suo esordio nella squadra messicana di Coppa Davis nel luglio 2010.

## Statistiche

### Doppio

#### Vittorie (2)
| Legenda doppio       |
| Grande Slam (0)      |
| ATP Finals (0)       |
| ATP Masters 1000 (0) |
| ATP Tour 500 (0)     |
| ATP Tour 250 (2)     |

| N. | Data           | Torneo                         | Superficie  | Compagno        | Avversari in Finale             | Punteggio |
| 1. | 4 agosto 2018  | Los Cabos Open, Cabo San Lucas | Cemento     | Marcelo Arévalo | Taylor Fritz Thanasi Kokkinakis | 6-4, 6-4  |
| 2. | 27 luglio 2024 | Croatia Open Umag, Umago       | Terra rossa | Guido Andreozzi | Manuel Guinard Grégoire Jacq    | 6-4, 6-2  |

#### Sconfitte (3)
| Legenda              |
| Grande Slam (0)      |
| ATP Finals (0)       |
| ATP Masters 1000 (0) |
| ATP Tour 500 (0)     |
| ATP Tour 250 (3)     |

| N. | Data           | Torneo                                | Superficie | Compagno           | Avversario in finale                  | Punteggio             |
| 1. | 21 luglio 2018 | Hall of Fame Open, Newport            | Erba       | Marcelo Arévalo    | Jonathan Erlich Artem Sitak           | 1-6, 2-6              |
| 2. | 21 luglio 2019 | Hall of Fame Open, Newport (2)        | Erba       | Marcelo Arévalo    | Marcel Granollers Serhij Stachovs'kyj | 7–6(10), 4-6, [11-13] |
| 3. | 2 ottobre 2022 | Korea Open Tennis Championships, Seul | Cemento    | Nicolás Barrientos | Raven Klaasen Nathaniel Lammons       | 1-6, 5-7              |

### Tornei minori

#### Doppio

##### Vittorie (48)
| Legenda         |
| Challenger (30) |
| Futures (18)    |

| N.  | Data              | Torneo                                         | Superficie  | Compagno           | Avversari in finale                       | Punteggio              |
| 1.  | 29 marzo 2014     | Jalisco Open, Guadalajara                      | Cemento     | César Ramírez      | Andre Begemann Matthew Ebden              | 6-4, 6-2               |
| 2.  | 9 maggio 2015     | Open Cali I, Cali                              | Terra rossa | Marcelo Demoliner  | Emilio Gómez Roberto Maytín               | 6-1, 6-2               |
| 3.  | 25 giugno 2016    | Aspria Tennis Cup, Milano                      | Terra rossa | Max Schnur         | Alessandro Motti Peng Hsien-yin           | 1-6, 7-6(4), [10-5]    |
| 4.  | 15 luglio 2017    | Open Medellin, Medellín                        | Terra rossa | Darian King        | Nicolás Jarry Roberto Quiroz              | 6-4, 6-4               |
| 5.  | 2 settembre 2017  | Quito Challenger, Quito                        | Terra rossa | Marcelo Arévalo    | Nicolás Jarry Roberto Quiroz              | 4-6, 6-4, [10-7]       |
| 6.  | 9 settembre 2017  | Open Bogotá, Bogotà                            | Terra rossa | Marcelo Arévalo    | Nikola Mektić Franko Škugor               | 6-3, 3-6, [10-6]       |
| 7.  | 16 settembre 2017 | Cary Challenger, Cary                          | Cemento     | Marcelo Arévalo    | Miķelis Lībietis Dennis Novikov           | 6(6)-7, 7-6(1), [10-6] |
| 8.  | 20 ottobre 2017   | Open Cali I, Cali                              | Terra rossa | Marcelo Arévalo    | Sergio Galdós Fabrício Neis               | 6-3, 6-4               |
| 9.  | 27 ottobre 2017   | Lima Challenger, Lima                          | Terra rossa | Blaž Rola          | Gonçalo Oliveira Grzegorz Panfil          | 7-5, 6-3               |
| 10. | 3 novembre 2017   | Challenger Ciudad de Guayaquil, Guayaquil      | Terra rossa | Marcelo Arévalo    | Hugo Dellien Federico Zeballos            | 6-1, 6(7)-7, [10-6]    |
| 11. | 31 marzo 2018     | San Luis Potosí Challenger, San Luis Potosí    | Terra rossa | Marcelo Arévalo    | Jay Clarke Kevin Krawietz                 | 6-1, 6-4               |
| 12. | 21 aprile 2018    | Jalisco Open, Guadalajara                      | Cemento     | Marcelo Arévalo    | Brydan Klein Ruan Roelofse                | 7-6(3), 7-5            |
| 13. | 19 maggio 2018    | Lisboa Belém Open, Lisbona                     | Terra rossa | Marcelo Arévalo    | Tomasz Bednarek Hunter Reese              | 6-3, 3-6, [10-1]       |
| 14. | 12 ottobre 2018   | Santo Domingo Open, Santo Domingo              | Terra verde | Leander Paes       | Ariel Behar Roberto Quiroz                | 4-6, 6-3, [10-5]       |
| 15. | 20 aprile 2019    | San Luis Potosí Challenger, San Luis Potosí    | Terra rossa | Marcelo Arévalo    | Ariel Behar Roberto Quiroz                | 1-6, 6-4, [12-10]      |
| 16. | 10 agosto 2019    | Aptos Challenger, Aptos                        | Cemento     | Marcelo Arévalo    | Nathan Pasha Max Schnur                   | 5-7, 6-3, [10-8]       |
| 17. | 25 gennaio 2020   | Bangkok Challenger II, Bangkok                 | Cemento     | Gonzalo Escobar    | Zhang Ze Gong Maoxin                      | 6-3, 6-3               |
| 18. | 24 aprile 2021    | Challenger Salinas, Salinas                    | Cemento     | Fernando Romboli   | Diego Hidalgo Skander Mansouri            | 7-5, 4-6, [10-2]       |
| 19. | 16 aprile 2022    | San Luis Potosí Challenger, San Luis Potosi    | Terra rossa | Nicolás Barrientos | Luis David Martínez Felipe Meligeni Alves | 7-6(11), 6-2           |
| 20. | 23 aprile 2022    | San Marcos Open Aguascalientes, Aguascalientes | Terra rossa | Nicolás Barrientos | Gonçalo Oliveira Divij Sharan             | 7-5, 6-3               |
| 21. | 13 maggio 2022    | Heilbronner Neckarcup, Heilbronn               | Terra rossa | Nicolás Barrientos | Jelle Sels Bart Stevens                   | 7-5, 6-3               |
| 22. | 20 maggio 2022    | Tunis Open, Tunisi                             | Terra rossa | Nicolás Barrientos | Alexander Erler Lucas Miedler             | 6(3)-7, 6-3, [11-9]    |
| 23. | 4 giugno 2022     | Forlì Challenger, Forlì                        | Terra rossa | Nicolás Barrientos | Sadio Doumbia Fabien Reboul               | 7-5, 4-6, [10-4]       |
| 24. | 8 ottobre 2022    | Gwangju Open, Gwangju                          | Cemento     | Nicolás Barrientos | Yuki Bhambri Saketh Myneni                | 2-6, 6-3, [10-6]       |
| 25. | 4 marzo 2023      | Puerto Vallarta Open, Puerto Vallarta          | Cemento     | Robert Galloway    | André Göransson Ben McLachlan             | 3-0, rit.              |
| 26. | 29 aprile 2023    | Ostrava Open, Ostrava                          | Terra rossa | Robert Galloway    | Guido Andreozzi Guillermo Durán           | 7-5, 7-6(5)            |
| 27. | 24 giugno 2023    | Emilia-Romagna Tennis Cup, Montechiarugolo     | Terra rossa | Jonathan Eysseric  | Luca Margaroli Ramkumar Ramanathan        | 6-2, 6-3               |
| 28. | 30 marzo 2024     | Tennis Napoli Cup, Napoli                      | Terra rossa | Guido Andreozzi    | Théo Arribagé Victor Vlad Cornea          | 6-4, 1-6, [10-7]       |
| 29. | 15 giugno 2024    | Internazionali Città di Perugia, Perugia       | Terra rossa | Guido Andreozzi    | Sriram Balaji Andre Begemann              | 6-4, 7-5               |
| 30. | 17 agosto 2024    | Santo Domingo Open, Santo Domingo              | Terra rossa | Diego Hidalgo      | Sriram Balaji Fernando Romboli            | 6(2)-7, 6-4, [18-16]   |

## Risultati in progressione
| Sigla | Risultato               |
| ----- | ----------------------- |
| V     | Vincitore               |
| F     | Finalista               |
| SF    | Semifinalista           |
| O     | Oro olimpico            |
| A     | Argento olimpico        |
| SF    | Bronzo olimpico         |
| QF    | Quarti di Finale        |
| 4T    | Quarto turno            |
| 3T    | Terzo turno             |
| 2T    | Secondo turno           |
| 1T    | Primo turno             |
| RR    | Round Robin             |
| LQ    | Turno di qualificazione |
| A     | Assente                 |
| ND    | Non disputato           |

| Legenda superfici    |
| -------------------- |
| Cemento              |
| Terra battuta        |
| Erba                 |
| Superficie variabile |

### Doppio
| Tornei Grande Slam         |     |     |               |               |               |               |     |     |     |
| Australian Open, Melbourne | A   | A   | A             | A             | 1T            | A             | A   | A   | 0-1 |
| Roland Garros, Parigi      | 1T  | A   | A             | 2T            | 1T            | A             | A   | A   | 1-3 |
| Wimbledon, Londra          | Q2  | A   | A             | 2T            | 2T            | ND            | A   | 1T  | 2-3 |
| US Open, New York          | A   | A   | A             | 1T            | A             | A             | A   | 1T  | 0-2 |
| Vittorie-Sconfitte         | 0-1 | 0-0 | 0-0           | 2-3           | 1-3           | 0-0           | 0-0 | 0-2 | 3-9 |
| Giochi Olimpici            |     |     |               |               |               |               |     |     |     |
| Giochi Olimpici            | ND  | 2T  | Non disputati | Non disputati | Non disputati | Non disputati | A   | ND  | 1-1 |
| Vittorie-Sconfitte         | ND  | 1-1 | Non disputati | Non disputati | Non disputati | Non disputati | 0-0 | ND  | 1-1 |